# Chatmohar
Chatmohar è un sottodistretto (upazila) del Bangladesh situato nel distretto di Pabna, divisione di Rajshahi. Si estende su una superficie di 314,32 km² e conta una popolazione di 291.121 abitanti (dato censimento 1991).